# Autonomous spaceport drone ship

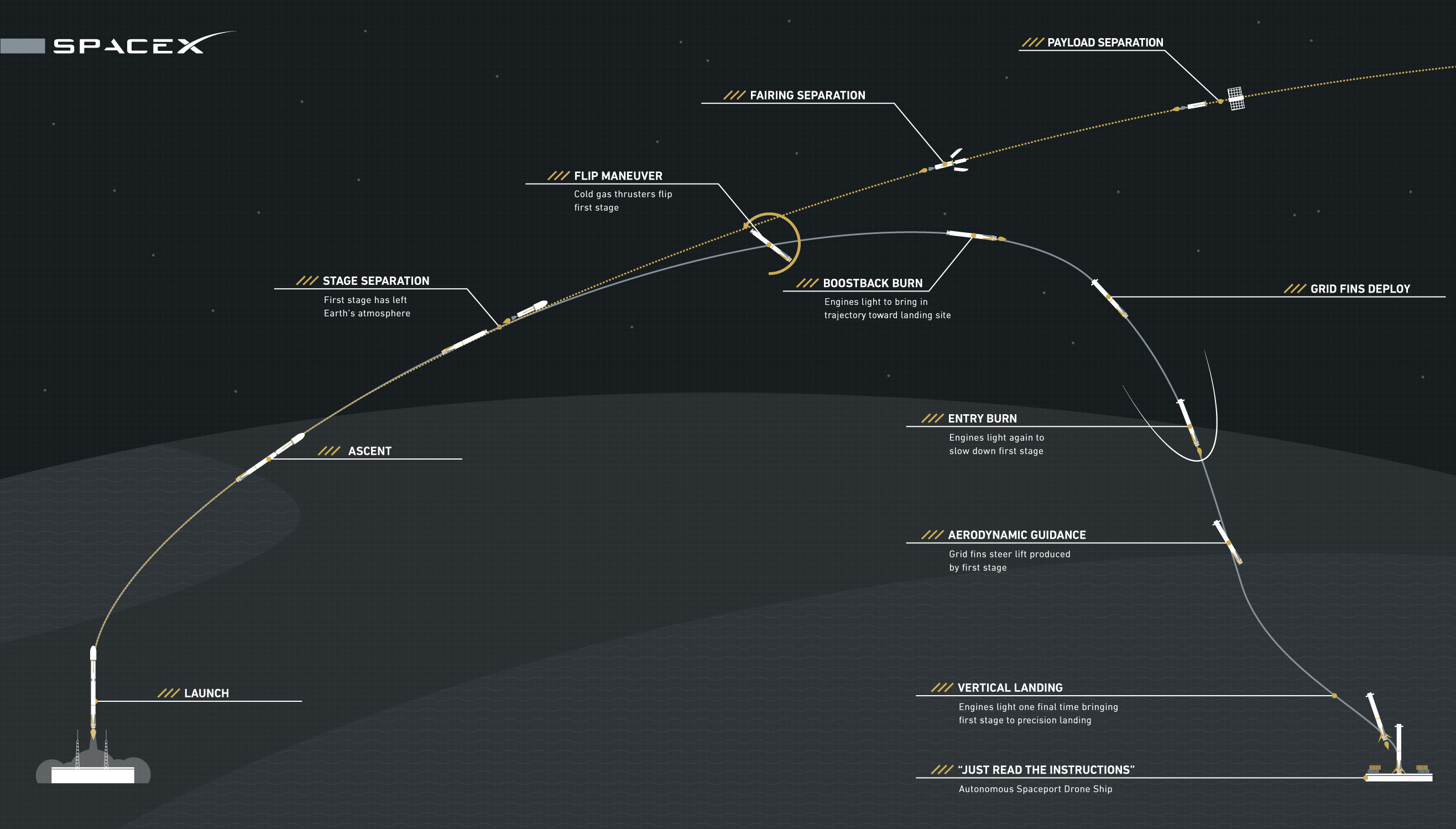

Autonomous spaceport drone ship o in sigla: ASDS (traducibile in italiano come: Nave-drone per spazioporto autonomo) è la denominazione delle piattaforme robotiche della SpaceX adibite all'atterraggio dei suoi razzi vettore riutilizzabili Falcon 9 e dell'atterraggio del componente centrale del Falcon Heavy. Questo tipo di imbarcazioni sono state dotate di sistemi automatici che permettono di stazionare in un punto designato per permettere al razzo di atterrarvi sopra. Grazie ai suoi quattro propulsori azimutali e ai dati GPS, esse possono mantenere la posizione con una precisione di 3 metri anche in condizioni di mare mosso. Le ASDS sono una componente importante nei piani della SpaceX per abbassare significativamente il costo del trasporto verso l'orbita, e la società prevede, nel futuro, di rendere queste piattaforme in grado di rifornire i razzi atterrati con abbastanza carburante per permettere loro di tornare al sito di lancio.
Le ASDS operative sono due, dislocate nell'Oceano Atlantico per i lanci dalla Cape Canaveral Air Force Station: la Just Read the Instructions (dislocata nell'oceano Pacifico per i lanci dalla Vandenberg Air Force Base fino al 2019) e la Of Course I Still Love You; originariamente queste imbarcazioni erano chiatte, poi riconvertite per conto della SpaceX; tra le pesanti modifiche, si notano il nuovo sistema di propulsione, il landing pad e i sistemi computerizzati che manovrano la chiatta autonomamente, senza bisogno di membri dell'equipaggio.

## Storia
Nel 2009 il CEO di SpaceX, Elon Musk, ha espresso l'ambizione di "creare un cambiamento di paradigma nell'approccio tradizionale per il riutilizzo dell'hardware dei razzi". Nell'ottobre 2014, SpaceX ha annunciato pubblicamente di aver stipulato un contratto con un cantiere navale della Louisiana per la costruzione di una piattaforma di atterraggio galleggiante per veicoli di lancio orbitali riutilizzabili. Le prime informazioni indicavano che l'imbarcazione avrebbe trasportato una piattaforma di atterraggio di circa 90 per 50 metri e sarebbe stata in grado di posizionarsi con precisione in modo da poter mantenere la sua posizione per l'atterraggio dei veicoli di lancio. Il 22 novembre 2014 Musk ha pubblicato una fotografia della "Autonomous spaceport drone ship" insieme ad ulteriori dettagli sulla sua costruzione e dimensioni.
A partire da dicembre 2014, la prima piattaforma autonoma utilizzata, la chiatta Marmac 300 del McDonough Marine Service, era ormeggiata a Jacksonville, Florida, all'estremità settentrionale del Terminal Crociere JAXPORT, dove SpaceX ha costruito uno stand per mettere in sicurezza il primo stadio del Falcon durante le operazioni post-atterraggio. Lo stand è costituito da quattro strutture a piedistallo di 6.800 kg, alte 270 cm e larghe 244,5 cm imbullonate ad una base di cemento. Una gru mobile solleva il booster dalla nave e lo colloca sul piedistallo. Mansioni come la rimozione o il ripiegamento delle gambe di atterraggio prima di posizionare il booster in posizione orizzontale per il trasporto venivano svolte lì.
Il luogo di stazionamento dell'ASDS per il primo test di atterraggio era nell'Atlantico a circa 320 km a nord-est del luogo di lancio a Cape Canaveral, e 266 km a sud-est di Charleston, South Carolina.
Il 23 gennaio 2015, durante le riparazioni della nave a seguito del primo test non riuscito, Musk ha annunciato che la nave sarebbe stata chiamata Just Read the Instructions, con una nave gemella prevista per i lanci sulla costa occidentale che sarà chiamata Of Course I Still Love You. Il 29 gennaio 2015, SpaceX ha pubblicato una foto manipolata dell'imbarcazione con il nome che illustra come sarebbe apparsa una volta dipinta. Entrambe le navi prendono il nome da due General Contact Units, astronavi comandate da intelligenze artificiali autonome, che appaiono in "The Player of Games", un romanzo di Iain M. Banks.
La prima Just Read the Instructions è stata dismessa nel maggio 2015 dopo circa sei mesi di servizio nell'Atlantico, ed è stata sostituita da Of Course I Still Love You. La precedente ASDS è stata modificata rimuovendo le estensioni delle ali che avevano esteso la superficie della chiatta e le attrezzature (propulsori, telecamere e dispositivi di comunicazione) che erano state aggiunte per riadattarla come ASDS; questi elementi sono stati conservati per un futuro riutilizzo. Nel 2018, SpaceX ha annunciato i piani per una quarta chiatta, A Shortfall of Gravitas, per sostenere le operazioni sulla east coast ma la chiatta non si è materializzata e invece JRTI è stata spostata sulla costa orientale e ha iniziato ad essere utilizzata nel giugno 2020.

### La flotta di ASDS attive
All'inizio del 2015, SpaceX ha affittato due ulteriori chiatte - la Marmac 303 e la Marmac 304 - e ha iniziato il refit per la costruzione di due ulteriori piattaforme con capacità di funzionamento autonomo, costruite sugli scafi di queste chiatte Marmac. Queste costituiscono la flotta ASDS attiva a partire dal 2020.

#### Of Course I Still Love You

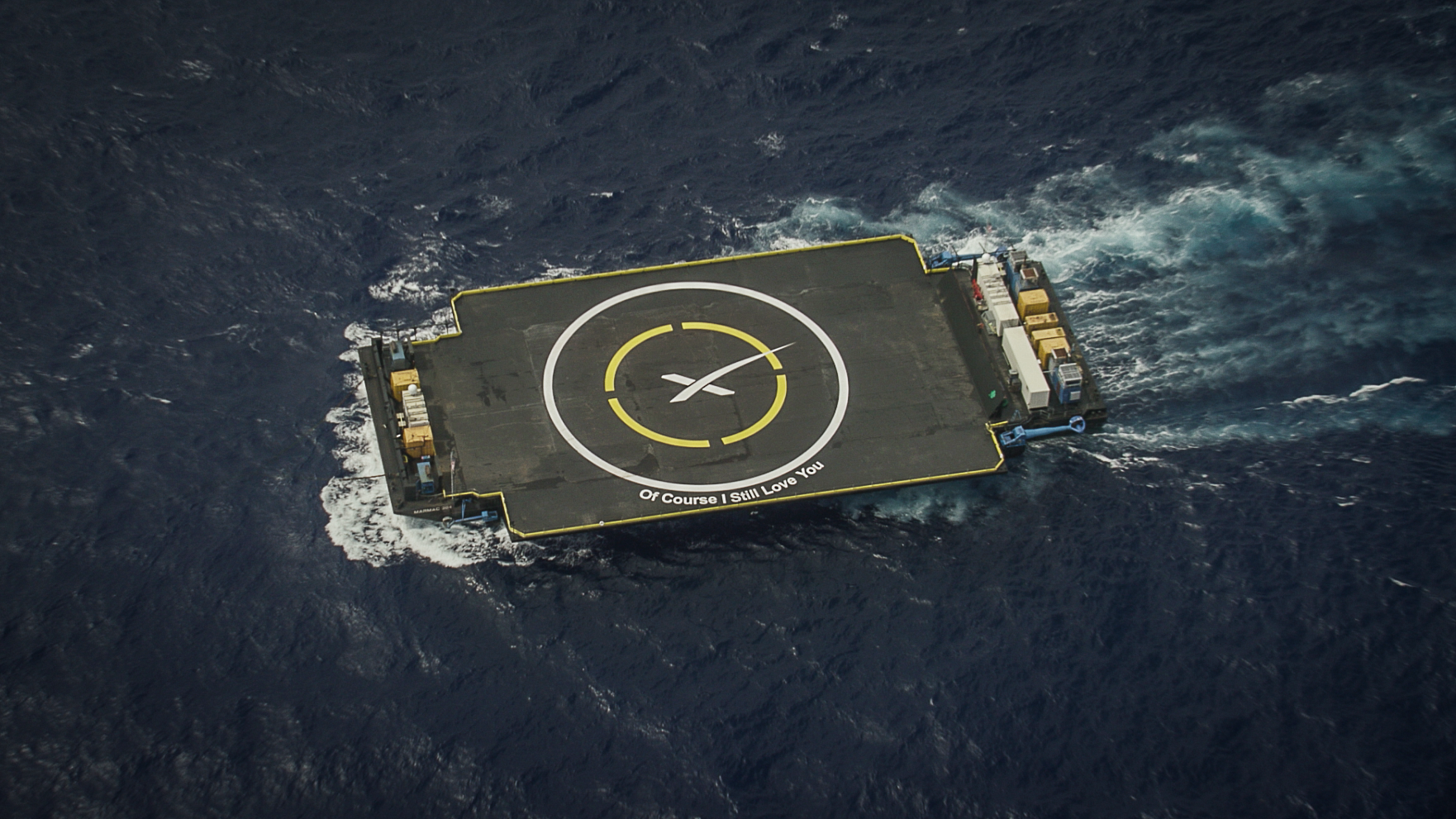
L'ASDS Of Course I Still Love You, costruita sulla chiatta Marmac 304

La seconda chiatta ASDS, Of Course I Still Love You (OCISLY), è stata costruita in un cantiere della Louisiana all'inizio del 2015 utilizzando un diverso scafo - il Marmac 304 - per servire i lanci sulla east coast. È stata costruita in sostituzione di Just Read the Instructions ed è entrato in servizio in occasione del Falcon 9 Flight 19 alla fine di giugno 2015. A giugno 2015, il suo porto d'origine era Jacksonville, Florida, ma dopo dicembre 2015 è stata trasferita 260 km più a sud, a Port Canaveral.
Mentre le dimensioni dell'imbarcazione sono quasi identiche a quelle della prima ASDS, sono stati apportati diversi miglioramenti, tra cui un muro di acciaio per l'esplosione eretto tra i container di poppa e il ponte di atterraggio. La nave era in posizione per un test di atterraggio del primo stadio nella missione CRS-7, che fallì durante il lancio il 28 giugno 2015.
L'8 aprile 2016 il primo stadio, che ha lanciato la capsula Dragon CRS-8, è atterrato con successo per la prima volta in assoluto su OCISLY, completando quindi il primo atterraggio su una chiatta autonoma.
Nel febbraio 2018, il nucleo centrale del Falcon Heavy Test Flight è esploso vicino a OCISLY, danneggiando due dei quattro propulsori della chiatta, che vennero poi rimossi per effettuare le riparazioni.
Il 30 maggio 2020, il primo stadio della missione Crew Demo-2 è atterrato su OCISLY, facendo sì che il primo lancio di astronauti americani, da suolo americano, su un razzo americano dopo il volo finale dello Space Shuttle nel 2011, sia stato a bordo di un razzo SpaceX. Questa è stata la prima volta nella storia che il primo stadio di un razzo ha lanciato un equipaggio nello spazio e poi è atterrato in sicurezza per essere riutilizzato.

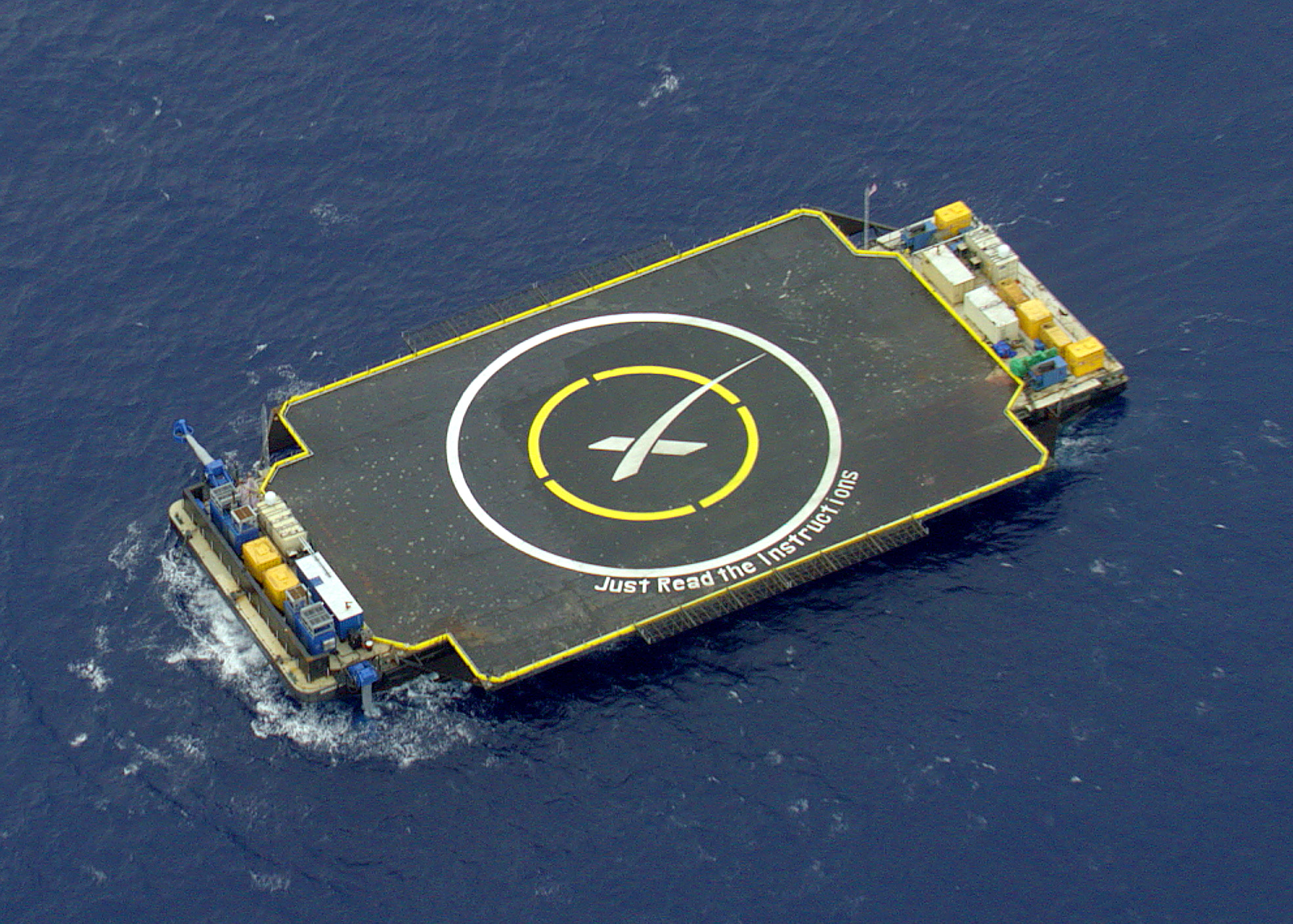
L'ASDS Just Read The Instructions, costruita sulla chiatta Marmac 303

#### Just Read The Instructions
La prima chiatta per l'atterraggio dei razzi (Marmac 300), e la terza (Marmac 303), sono state entrambe denominate Just Read the Instructions (JRTI). Infatti, alcune delle parti dello scafo/piattaforma originale sono state utilizzate per costruire l'ASDS del Marmac 303. L'originale, il Marmac 300, è stato demolito dopo il fallimento dell'atterraggio del CRS-6 il 14 aprile 2015.
La seconda JRTI, che utilizza lo scafo della chiatta Marmac 303, è stata costruita nel corso del 2015 in un cantiere della Louisiana. Quando il refit come ASDS è stato completato, la chiatta ha attraversato il Canale di Panama nel giugno 2015 trasportando le sue estensioni alari - le stesse originariamente costruite per la prima ASDS costruita, JRTI su Marmac 300- come carico sul ponte perché l'ASDS, una volta completata, sarebbe stata troppo larga per passare attraverso il canale.
Il porto base per il Marmac 303 era inizialmente il porto di Los Angeles (fino all'agosto 2019) presso il campus di ricerca marina e commerciale di AltaSea nel porto esterno di San Pedro. La piattaforma di sbarco e le nuove imbarcazioni hanno iniziato ad attraccare lì nel luglio 2015, prima della costruzione principale degli impianti di AltaSea.
SpaceX ha annunciato che il Marmac 303 sarebbe stato il secondo ASDS ad essere chiamato Just Read the Instructions nel gennaio 2016, poco prima del suo primo utilizzo come piattaforma di atterraggio per il Falcon 9 Flight 21.
Il 17 gennaio 2016, JRTI è stata utilizzata nel primo tentativo di recuperare un booster del Falcon 9 della missione Jason-3 partita da Vandenberg. Il booster è atterrato con successo sul ponte; tuttavia, una pinza di bloccaggio non è riuscita ad agganciarsi su una delle gambe causando il ribaltamento del razzo, che è esploso all'impatto con il ponte. Il 14 gennaio 2017, SpaceX ha lanciato il Falcon 9 Flight 29 da Vandenberg e ha fatto atterrare il primo stadio su JRTI che si trovava a circa 370 km al largo nell'Oceano Pacifico, rendendolo il primo atterraggio avvenuto con successo nel Pacifico.
Nell'agosto 2019, JRTI ha lasciato il porto di Los Angeles per essere rimorchiata nel Golfo del Messico, dopo aver attraversato il Canale di Panama. JRTI è arrivata a Morgan City, Louisiana alla fine di agosto, e vi è rimasta fino a dicembre, poi è stata trasferita a Cape Canaveral. JRTI ha iniziato a operare nell'Atlantico nel giugno 2020, nella missione che vide atterrare per la seconda volta il primo stadio di un Falcon 9 dopo il quinto utilizzo.

#### A Shortfall of Gravitas
Una quarta ASDS, A Shortfall of Gravitas, è stata annunciata nel febbraio 2018 e avrebbe dovuto entrare in servizio a metà del 2019, ma non si è concretizzata fino a luglio 2021. Come il resto della flotta, il suo nome si basa su quelli utilizzati per le navicelle del Ciclo della Cultura di Iain Banks.

## Caratteristiche

La "X" del logo di SpaceX utilizzata per segnare il centro della piattaforma di atterraggio.

Le ASDS sono navi autonome in grado di effettuare un posizionamento di precisione, originariamente entro 3 metri anche in condizioni di tempesta, utilizzando informazioni di posizione GPS e quattro propulsori azimutali diesel. Oltre alla modalità di funzionamento autonomo, le navi possono anche essere controllate da remoto.
I propulsori azimutali sono unità di propulsione idraulica con unità di propulsione diesel-idraulica modulare prodotte da Thrustmaster, un produttore di attrezzature marine in Texas. Il razzo di ritorno non deve solo atterrare entro i confini della superficie del ponte, ma deve anche affrontare le mareggiate e gli errori GPS.
SpaceX equipaggia le navi con una varietà di sensori e tecnologie di misurazione per raccogliere dati sui tentativi di rientro del booster e di atterraggio, comprese alcune telecamere GoPro utilizzate per visualizzare in diretta la separazione e l'atterraggio dei booster.
Al centro della piattaforma di atterraggio dell'ASDS c'è un cerchio che racchiude la "X" stilizzata di SpaceX usata come punto di atterraggio.

## Funzionamento
Un rimorchiatore viene utilizzato per portare l'ASDS in posizione nell'oceano, mentre una nave di supporto si posiziona a una certa distanza dall'ASDS che rimane senza equipaggio. Le navi inizialmente utilizzate sulla costa orientale erano Elsbeth III (rimorchiatore) e GO Quest (supporto). Dopo l'atterraggio, i tecnici e gli ingegneri di solito salgono a bordo della piattaforma di atterraggio e fissano le gambe di atterraggio del razzo per bloccare il veicolo per il trasporto di ritorno in porto. Il booster è fissato al ponte della chiatta con sostegni in acciaio saldati ai piedi delle gambe di atterraggio. Nel giugno 2017, OCISLY ha iniziato ad essere utilizzata con un robot che si posiziona sotto il razzo e che, dopo l'atterraggio, si aggrappa ai morsetti di fissaggio situati all'esterno della struttura del Falcon 9. I fan chiamano il robot "Optimus Prime" o "Roomba", quest'ultimo è stato trasformato in un acronimo di "Remotely Operated Orientation and Mass Balance Adjustment".
Il vero nome del robot è "Octagrabber" e ha quattro braccia e guide. Dopo l'atterraggio del booster, il robot viene fatto uscire dal suo garage a prova di esplosioni e posizionato sotto i motori. Grazie alle sue quattro braccia si attacca all'octaweb del Falcon 9, fissando l'intero stadio per il trasporto. Le squadre di recupero devono comunque salire a bordo della chiatta per eseguire altre operazioni post-atterraggio, ma il robot consente un processo di recupero più sicuro ed efficiente.

## Atterraggi
Il primo test è stato effettuato il 10 gennaio 2015 quando SpaceX ha condotto una prova di volo a discesa controllata per far atterrare il primo stadio del Falcon 9 Flight 14 su una superficie solida dopo che era stato utilizzato per portare un carico utile verso l'orbita terrestre. SpaceX aveva previsto, prima del primo tentativo di atterraggio, che la probabilità di atterrare con successo sulla piattaforma sarebbe stata del 50% o meno. Ad oggi gli atterraggi sono passati da prove a parti integranti della routine delle missioni.

### 2015
| Numero | Data             | Missione     | Descrizione dell'atterraggio sulla ASDS | ASDS utilizzata   | Risultato dell'atterraggio | Immagini |
| ------ | ---------------- | ------------ | --- | ----------------- | -------------------------- | -------- |
| 1      | 10 gennaio 2015  | SpaceX CRS-5 | SpaceX ha tentato un atterraggio durante la missione CRS-5 su Just Read the Instructions il 10 gennaio 2015. Molti degli obiettivi del test sono stati raggiunti, compreso il controllo di precisione della discesa del razzo per atterrare sulla piattaforma in un punto specifico dell'Oceano Atlantico settentrionale e una grande quantità di dati è stata ottenuta dal primo utilizzo di alette a griglia per un posizionamento più preciso del rientro. Tuttavia, l'atterraggio non è stato un successo. Il webcast di SpaceX ha indicato che si sono verificate le combustioni di boostback e di rientro, e che il razzo in discesa è poi andato "sotto l'orizzonte", come previsto, perdendo così il segnale di telemetria in tempo reale. Poco dopo, SpaceX ha rilasciato informazioni che il razzo è arrivato alla chiatta come previsto, ma "È atterrato bruscamente... La nave in sé sta bene. Alcune delle attrezzature di supporto sul ponte dovranno essere sostituite". Durante l'atterraggio, il razzo terminò la riserva di liquido idraulico che permetteva il movimento delle alette direzionali, e quindi, nonostante gli altri parametri fossero corretti, si schiantò sulla chiatta ed esplose. | JRTI (Marmac 300) | Fallito                    |          |
|        | 11 febbraio 2015 | DSCOVR       | La chiatta Just Read the Instructions è stata trainata in mare per il lancio del satellite dell'Osservatorio Climatico dello Spazio Profondo l'11 febbraio 2015, ma non è stato utilizzato per un tentativo di atterraggio. Le condizioni dell'oceano -onde alte 7m- hanno interferito con il posizionamento dell'ASDS per l'atterraggio, quindi l'imbarcazione è tornata in porto e non si è verificato alcun test di atterraggio. SpaceX ha eseguito un atterraggio morbido in mare per continuare la raccolta dati per i futuri tentativi di atterraggio. L'atterraggio morbido ha avuto successo, Elon Musk ha twittato che il booster è atterrato con una precisione di 10 m di distanza dall'obiettivo e in posizione verticale. |                   | Non programmato            |          |
| 2      | 14 aprile 2015   | SpaceX CRS-6 | Il 14 aprile 2015 ci fu un secondo tentativo di atterraggio, ma il Falcon 9 arrivò alla piattaforma con una velocità laterale troppo elevata, che non riuscì a compensare. Tecnicamente esso riuscì ad atterrare, ma subito dopo si ribaltò; anche questo razzo finì quindi con l'esplodere sulla chiatta. Dal video dell'atterraggio e della successiva esplosione si evince quanto la SpaceX sia andata vicino al successo. | JRTI (Marmac 300) | Fallito                    |          |
|        | 28 giugno 2015   | SpaceX CRS-7 | Per essere utilizzata nel corso della missione SpaceX CRS-7, l'allora nuova ASDS, Of Course I Still Love You, è stata trainata in mare per tentare un terzo test di atterraggio. Questo è stato il suo primo incarico operativo. Tuttavia, il booster del Falcon si è disintegrato prima dello spegnimento del primo stadio, per cui la missione non è giunta al termine. | OCISLY            | Non programmato            |          |

### 2016
| Numero | Data            | Missione                   | Descrizione dell'atterraggio sulla ASDS | ASDS utilizzata   | Risultato dell'atterraggio | Immagini |
| ------ | --------------- | -------------------------- | --- | ----------------- | -------------------------- | -------- |
| 3      | 17 gennaio 2016 | Jason-3                    | Nel gennaio 2016, SpaceX ha annunciato che ci sarebbe stato un tentativo di atterraggio sull'allora nuova ASDS, Just Read the Instructions (Marmac 303), posizionata sulla costa occidentale in seguito al lancio della missione Falcon 9 Flight 21. JRTI si trovava nell'Oceano Pacifico a circa 320 km di distanza dal sito di lancio. Elon Musk riferì che il primo stadio aveva effettuato con successo l'atterraggio morbido sulla nave, ma un blocco su una delle gambe di atterraggio non riuscì ad agganciarsi e il booster cadde, causando una rottura dei serbatoi di propellente e una deflagrazione dovuta all'impatto con la chiatta.                                          | JRTI (Marmac 303) | Fallito                    |          |
| 4      | 4 marzo 2016    | SES-9                      | Durante il lancio di un pesante satellite per le comunicazioni durante la missione Falcon 9 Flight 22, SpaceX ha effettuato un tentativo sperimentale di discesa e atterraggio con livelli di propellente molto bassi. Per la prima volta, e per ridurre il propellente richiesto, è stato tentato l'atterraggio con tre motori. SpaceX aveva indicato che il test non avrebbe portato ad un atterraggio e ad un recupero di successo. In tal caso, un motore si è spento in anticipo e il razzo ha colpito la superficie del ponte OCISLY a una notevole velocità, distruggendo il razzo e causando danni al ponte della chiatta. Il 21 marzo 2016, il ponte di OCISLY era quasi riparato. | OCISLY            | Fallito                    |          |
| 5      | 8 aprile 2016   | SpaceX CRS-8               | Il primo stadio del Falcon 9 ha effettuato con successo il primo atterraggio su una ASDS, su OCISLY nell'Oceano Atlantico al largo della costa della Florida a T+9 minuti e 10 secondi dopo il decollo della missione SpaceX CRS-8. Il razzo è stato fissato sulla chiatta durante il viaggio di ritorno al porto, ed è entrato a Port Canaveral la mattina del 12 aprile 2016. | OCISLY            | Riuscito                   |          |
| 6      | 6 maggio 2016   | JCSat-14                   | SpaceX ha fatto atterrare il primo stadio del Falcon 9 su OCISLY durante la missione JCSat-14 il 6 maggio 2016. Questo è stato il suo secondo atterraggio con successo su una chiatta in mare, e il suo primo recupero di un booster da una missione ad alta velocità diretta verso l'orbita geostazionaria (GTO). | OCISLY            | Riuscito                   |          |
| 7      | 27 maggio 2016  | Thaicom 8                  | SpaceX ha fatto atterrare il primo stadio di un Falcon 9 su OCISLY durante la missione Thaicom 8. Questo è stato il terzo atterraggio con successo su una chiatta in mare. | OCISLY            | Riuscito                   |          |
| 8      | 15 giugno 2016  | ABS-3A/Eutelsat 115 West B | SpaceX non è riuscito a far atterrare il primo stadio del Falcon 9 su OCISLY durante la missione Asia Broadcast Satellite/Eutelsat. Elon Musk ha twittato che uno dei tre motori aveva una bassa spinta, e quando il razzo era a un passo dal ponte, i motori hanno esaurito il comburente. | OCISLY            | Fallito                    |          |
| 9      | 14 agosto 2016  | JCSAT-16                   | Il 28° volo del Falcon 9 ha portato il satellite giapponese per telecomunicazioni JCSAT-16 ad un'orbita di trasferimento geostazionaria il 14 agosto 2016. Il primo stadio è rientrato nell'atmosfera e durante la notte è atterrato verticalmente su OCISLY, che era posizionata nell'Oceano Atlantico a quasi 650 km dalla costa della Florida. A differenza dei precedenti atterraggi riusciti, questo atterraggio ha utilizzato un solo motore, non tre. | OCISLY            | Riuscito                   |          |

### 2017
| Numero | Data            | Missione       | Descrizione dell'atterraggio sulla ASDS | ASDS utilizzata | Risultato dell'atterraggio | Immagini |
| ------ | --------------- | -------------- | --- | --------------- | -------------------------- | -------- |
| 10     | 14 gennaio 2017 | Iridium NEXT-1 | La prima tappa del Falcon 9 è atterrata sull'ASDS JRTI nell'Oceano Pacifico durante la missione Iridium NEXT-1. Questo è stato il primo atterraggio riuscito su JRTI e il primo atterraggio nell'Oceano Pacifico. | JRTI            | Riuscito                   |          |
| 11     | 30 marzo 2017   | SES-10         | Il primo stadio del Falcon 9 è atterrato su OCISLY durante il lancio della missione SES-10. Questo è stato il primo lancio e atterraggio di successo di un booster orbitale precedentemente utilizzato. | OCISLY          | Riuscito                   |          |
| 12     | 23 giugno 2017  | BulgariaSat-1  | Il primo stadio del Falcon 9 è atterrato su OCISLY durante il lancio della missione BulgariaSat-1. Questo è stato il secondo lancio e atterraggio riuscito di un booster orbitale precedentemente utilizzato. Questo è stato anche il primo booster ad essere atterrato su entrambe le chiatte attive. Mentre l'atterraggio è stato considerato un successo, il booster è stato " urtato lateralmente" e ha subito un "atterraggio brusco" che ha portato all'utilizzo della maggior parte del nucleo di compressione d'emergenza. | OCISLY          | Riuscito                   |          |
| 13     | 25 giugno 2017  | Iridium NEXT-2 | Il primo stadio del Falcon 9 è atterrato su JRTI durante il lancio della missione Iridium NEXT-2. | JRTI            | Riuscito                   |          |
| 14     | 24 agosto 2017  | FORMOSAT-5     | Il primo stadio del Falcon 9 è atterrato su JRTI dopo il lancio della missione FORMOSAT-5. | JRTI            | Riuscito                   |          |
| 15     | 9 ottobre 2017  | Iridium NEXT-3 | Il primo stadio del Falcon 9 è atterrato su JRTI dopo il lancio della missione Iridium NEXT-3. | JRTI            | Riuscito                   |          |
| 16     | 11 ottobre 2017 | SES-11         | Il primo stadio del Falcon 9 è atterrato su OCISLY dopo il lancio della missione SES-11, anche se l'innesco di uno sversamento di RP-1 ha causato diversi danni all'octagrabber. | OCISLY          | Riuscito                   |          |
| 17     | 30 ottobre 2017 | Koreasat 5A    | Il primo stadio del Falcon 9 è atterrato su OCISLY dopo il lancio della missione Koreasat 5A. | OCISLY          | Riuscito                   |          |

### 2018
| Numero | Data             | Missione                 | Descrizione dell'atterraggio sulla ASDS | ASDS utilizzata | Risultato dell'atterraggio | Immagini |
| ------ | ---------------- | ------------------------ | --- | --------------- | -------------------------- | -------- |
| 18     | 6 febbraio 2018  | Falcon Heavy Test Flight | Il 6 febbraio 2018, il booster centrale del Falcon Heavy Test Flight ha tentato un atterraggio su OCISLY. Non era rimasto abbastanza innesco TEA-TEB e solo il centrale dei tre motori necessari per l'atterraggio si è acceso. Il booster ha colpito l'acqua vicino alla chiatta a oltre 480 km/h ed è stato distrutto. L'esplosione del nucleo centrale al momento dell'impatto ha danneggiato anche due dei propulsori della ASDS. I propulsori laterali sono atterrati con successo nelle zone di atterraggio 1 e 2. La perdita del booster non ha avuto alcuna ripercussione sulle operazioni di SpaceX, poiché proveniva da una vecchia generazione di Falcon 9 non destinata ad essere riutilizzata. | OCISLY          | Fallito                    |          |
| 19     | 6 marzo 2018     | Hispasat 30W-6           | Il 6 marzo 2018, un Falcon 9 Full Thrust che trasportava il satellite di comunicazione Hispasat 30W-6 per la spagnola Hispasat doveva originariamente tentare un atterraggio, poiché il primo stadio è stato programmato per effettuare la manovra. Tuttavia, a causa delle condizioni del mare considerate sfavorevoli, la chiatta è stata lasciata al porto. Il booster ha fatto le manovre pre-programmate, ma non ha tentato l'atterraggio. |                 | Non programmato            |          |
| 20     | 18 aprile 2018   | TESS                     | Il primo stadio del Falcon 9 è atterrato su OCISLY dopo il lancio della missione TESS. Questo è stato il tredicesimo atterraggio avvenuto con successo su una ASDS. | OCISLY          | Riuscito                   |          |
| 21     | 11 maggio 2018   | Bangabandhu-1            | Il primo stadio del Falcon 9 è atterrato su OCISLY dopo il lancio della missione Bangabandhu-1. Questo è stato il primo volo di un Falcon 9 Block 5 e, complessivamente, il venticinquesimo recupero di un booster. | OCISLY          | Riuscito                   |          |
| 22     | 22 luglio 2018   | Telstar 19V              | Il primo stadio del Falcon 9 è atterrato su OCISLY dopo il lancio della missione Telstar 19V. | OCISLY          | Riuscito                   |          |
| 23     | 25 luglio 2018   | Iridium 7                | Il primo stadio del Falcon 9 è atterrato su JRTI dopo il lancio della missione Iridium 7. | JRTI            | Riuscito                   |          |
| 24     | 7 agosto 2018    | Merah Putih              | Il primo stadio del Falcon 9 è atterrato su OCISLY dopo il lancio della missione Merah Puith. | OCISLY          | Riuscito                   |          |
| 25     | 15 novembre 2018 | Es'hail-2                | Il primo stadio del Falcon 9 è atterrato su OCISLY dopo il lancio della missione Es'hail-2. | OCISLY          | Riuscito                   |          |
| 26     | 3 dicembre 2018  | SSO-A                    | Il primo stadio del Falcon 9 è atterrato su JRTI dopo il lancio della missione SSO-A, segnando la prima volta che un booster è atterrato 3 volte. | JRTI            | Riuscito                   |          |

### 2019
| Numero | Data             | Missione                    | Descrizione dell'atterraggio sulla ASDS | ASDS utilizzata | Risultato dell'atterraggio | Immagini |
| ------ | ---------------- | --------------------------- | --- | --------------- | -------------------------- | -------- |
| 27     | 11 gennaio 2019  | Iridium 8                   | Il primo stadio del Falcon 9 B1049 è atterrato su JRTI dopo il lancio della missione Iridium 8. | JRTI            | Riuscito                   |          |
| 28     | 22 febbraio 2019 | Nusantara Satu/Beresheet/S5 | Il primo stadio del Falcon 9 B1048 è atterrato su OCISLY dopo il lancio della missione Nusantara Satu, Beresheet & S5. | OCISLY          | Riuscito                   |          |
| 29     | 2 marzo 2019     | SpX-DM1                     | Il primo stadio del Falcon 9 B1051.1 è atterrato su OCISLY dopo il lancio della missione SpX-DM1 (Spacex Demonstration Mission 1). | OCISLY          | Riuscito                   |          |
| 30     | 11 aprile 2019   | Arabsat-6A                  | Il booster centrale del Falcon Heavy B1055.1 è atterrato su OCISLY dopo il lancio della missione Arabsat-6A. Questo è stato il primo atterraggio riuscito di un booster centrale usato in un Falcon Heavy. Anche i booster laterali sono atterrati sulle rispettive piazzole di terra. Tuttavia, la squadra di recupero non è riuscita a fissare il booster centrale sulla chiatta a causa del mare mosso e il propulsore è caduto in mare. | OCISLY          | Riuscito                   |          |
| 31     | 4 maggio 2019    | SpaceX CRS-17               | Il primo stadio del Falcon 9 B1056.1 è atterrato su OCISLY dopo il lancio della missione SpaceX CRS-17. L'atterraggio era originariamente previsto per la Landing Zone 1, ma è stato cambiato dopo l'esplosione durante un test di una capsula Crew Dragon sulla LZ1. Il lancio del CRS-17 è stato posticipato a causa di problemi al generatore sulla chiatta.                                                                             | OCISLY          | Riuscito                   |          |
| 32     | 24 maggio 2019   | Starlink L0                 | Il primo stadio del Falcon 9 B1049.3 è atterrato su OCISLY dopo il lancio della missione Starlink L0 che ha posizionato in orbita LEO 60 satelliti Starlink. | OCISLY          | Riuscito                   |          |
| 33     | 25 giugno 2019   | Space Test Program Flight 2 | Il booster centrale del Falcon Heavy della missione STP-2 non è riuscito ad atterrare su OCISLY a causa della mancanza di controllo dovuta ad un guasto del thrust vectoring control del motore centrale. I booster laterali sono atterrati con successo sulle piazzole a terra. | OCISLY          | Fallito                    |          |
| 34     | 11 novembre 2019 | Starlink L1                 | Il primo stadio del Falcon 9 B1048.4 è atterrato su OCISLY dopo il lancio della seconda missione Starlink che ha portato in orbita LEO altri 60 satelliti. Questa è stata la prima volta che il booster di un Falcon 9 è riuscito ad effettuare 4 voli e 4 atterraggi con successo. | OCISLY          | Riuscito                   |          |
| 35     | 5 dicembre 2019  | SpaceX CRS-19               | Il primo stadio del Falcon 9 B1059.1 è atterrato con successo su OCISLY dopo il lancio della missione commerciale di rifornimento della ISS, SpaceX CRS-19. | OCISLY          | Riuscito                   |          |
| 36     | 16 dicembre 2019 | JSAT-18                     | Il primo stadio del Falcon 9 B1056.3 è atterrato con successo su OCISLY dopo il lancio della missione JSAT-18. È stato il terzo volo e atterraggio di questo booster. | OCISLY          | Riuscito                   |          |

### 2020
| Numero | Data             | Missione                            | Descrizione dell'atterraggio sulla ASDS | ASDS utilizzata | Risultato dell'atterraggio | Immagini |
| ------ | ---------------- | ----------------------------------- | --- | --------------- | -------------------------- | -------- |
| 37     | 7 gennaio 2020   | Starlink L2                         | Il primo stadio del Falcon 9 B1049.4 è atterrato con successo su OCISLY dopo il lancio della missione Starlink L2, che ha portato in orbita il terzo gruppo di satelliti Starlink. | OCISLY          | Riuscito                   |          |
| 38     | 29 gennaio 2020  | Starlink L3                         | Il primo stadio del Falcon 9 B1051.3 è atterrato con successo su OCISLY dopo il lancio della missione Starlink L3, partita da Cape Canaveral (SLC-40), che ha portato in orbita il quarto gruppo di satelliti Starlink. | OCISLY          | Riuscito                   |          |
| 39     | 17 febbraio 2020 | Starlink L4                         | Il primo stadio del Falcon 9 B1056.4 ha effettuato un atterraggio morbido in acqua dopo il lancio della missione Starlink L4, che ha portato in orbita il quinto gruppo di satelliti Starlink. Il fallimento dell'atterraggio sulla ASDS ha segnato il primo tentativo fallito di atterraggio di un booster riutilizzato. | OCISLY          | Fallito                    |          |
| 40     | 18 marzo 2020    | Starlink L5                         | Il primo stadio del Falcon 9 B1048.5 non è riuscito ad atterrare su OCISLY a causa di un'anomalia al motore durante il lancio. Dopo un'interruzione del lancio a T-0s dovuta a dati fuori standard durante un controllo della potenza del motore, il 15 marzo 2020, il lancio è stato rinviato al 18 marzo 2020. A T+2:22 si è verificato un arresto del motore, il secondo mai avvenuto su un volo Falcon 9 dopo il CRS-1. Ha eseguito normalmente l'accensione dei motori in entrata, ma poi a T+7:30 si è interrotta l'alimentazione del downlink dei dati telemetrici. Si presume che il booster si sia rotto nell'atmosfera o si sia schiantato nell'oceano. È stato poi confermato da Elon Musk su Twitter che una piccola quantità di alcool isopropilico è rimasta intrappolata in un sensore di pressione e si è incendiata durante il volo. | OCISLY          | Fallito                    |          |
| 41     | 22 aprile 2020   | Starlink L6                         | Il primo stadio del Falcon 9 B1051.4 è atterrato con successo su OCISLY dopo il lancio della missione Starlink L-6. È stato il quarto volo e atterraggio di questo booster. | OCISLY          | Riuscito                   |          |
| 42     | 30 maggio 2020   | Crew Dragon Demo-2                  | Il primo stadio del Falcon 9 B1058.1 è atterrato con successo su OCISLY dopo il lancio della missione Spx-DM2 (Crew Dragon Demo-2). È stata la prima missione con equipaggio per Spacex e B1058.1 è stato il primo booster di un Falcon 9 a portare degli astronauti in orbita e a atterrare con successo. | OCISLY          | Riuscito                   |          |
| 43     | 3 giugno 2020    | Starlink L7                         | Il primo stadio del Falcon 9 B1049.5 è atterrato con successo su JRTI dopo il lancio della missione Starlink L7. È stata solo la seconda volta che un booster del Falcon 9 è stato riutilizzato 5 volte. | JRTI            | Riuscito                   |          |
| 44     | 13 giugno 2020   | Starlink L8                         | Il primo stadio del Falcon 9 B1059.3 è atterrato con successo su OCISLY dopo il lancio della missione Starlink L8. È stato il terzo volo e atterraggio di questo booster. | OCISLY          | Riuscito                   |          |
| 45     | 30 giugno 2020   | GPS III SV03                        | Il primo stadio del Falcon 9 B1060.1 è atterrato con successo su JRTI dopo il lancio della missione GPS III SV03. | JRTI            | Riuscito                   |          |
| 46     | 20 luglio 2020   | ANASIS-II                           | Il primo stadio del Falcon 9 B1058.2, il booster che è stato usato nella missione Crew Dragon Demo 2, è atterrato con successo su JRTI dopo il lancio della missione ANASIS-II. | JRTI            | Riuscito                   |          |
| 47     | 7 agosto 2020    | Starlink L9                         | Il primo stadio del Falcon 9 B1051.5 è atterrato con successo su OCISLY dopo il lancio della missione Starlink L9. È stata la terza volta che un booster del Falcon 9 è stato riutilizzato 5 volte. | OCISLY          | Riuscito                   |          |
| 48     | 18 agosto 2020   | Starlink L10                        | Il primo stadio del Falcon 9 B1049.6 è atterrato con successo su OCISLY dopo il lancio della missione Starlink L10. Il B1049 è il primo booster di un Falcon 9 ad aver volato 6 volte. | OCISLY          | Riuscito                   |          |
| 49     | 3 settembre 2020 | Starlink L11                        | Il primo stadio del Falcon 9 B1060.2 è atterrato con successo su OCISLY dopo il lancio della missione Starlink L11. | OCISLY          | Riuscito                   |          |
| 50     | 6 ottobre 2020   | Starlink L12                        | Il primo stadio del Falcon 9 B1058.3 è atterrato con successo su OCISLY dopo il lancio della missione Starlink L12. | OCISLY          | Riuscito                   |          |
| 51     | 18 ottobre 2020  | Starlink L13                        | Il primo stadio del Falcon 9 B1051.6 è atterrato con successo su OCISLY dopo il lancio della missione Starlink L13. È stata la seconda volta che un booster del Falcon 9 è stato riutilizzato 6 volte. Tra le missioni precedenti ricordiamo la missione Demo-1 per la certificazione della capsula Dragon per il trasporto degli astronauti sulla ISS. | OCISLY          | Riuscito                   |          |
| 52     | 24 ottobre 2020  | Starlink L14                        | Il primo stadio del Falcon 9 B1060.3 è atterrato con successo su JRTI dopo il lancio della missione Starlink L14. Questo è stato il 100° lancio avvenuto con successo e il 45° volo a riutilizzare un booster. | JRTI            | Riuscito                   |          |
| 53     | 6 novembre 2020  | GPS-III SV04 (Sacagawea)            | Il primo stadio del Falcon 9 B1062.1 è atterrato con successo su OCISLY dopo il lancio del quarto satellite della nuova tecnologia di posizionamento GPS-IIIA. | OCISLY          | Riuscito                   |          |
| 54     | 16 novembre 2020 | Crew-1(Crew Dragon C207 Resilience) | Il primo stadio del Falcon 9 B1061.1 è atterrato con successo su JRTI dopo aver portato in orbita la capsula Crew Dragon Resilience con, all'interno, gli astronauti Michael Hopkins, Victor Glover, Shannon Walker e Soichi Noguchi diretti verso la ISS. | JRTI            | Riuscito                   |          |
| 55     | 25 novembre 2020 | Starlink L15                        | Il primo stadio del Falcon 9 B1049.7 è atterrato con successo su OCISLY dopo il lancio della missione Starlink L15. Il B1049 è il primo booster di un Falcon 9 ad aver volato 7 volte. | OCISLY          | Riuscito                   |          |
| 56     | 6 dicembre 2020  | SpaceX CRS-21                       | Il primo stadio del Falcon 9 B1058.4 è atterrato con successo su OCISLY dopo il lancio della missione CRS-21. Questo è stato il primo lancio della nuova capsula Cargo Dragon 2 che raggiungerà la ISS dopo 26 ore di volo libero. | OCISLY          | Riuscito                   |          |
| 57     | 13 dicembre 2020 | SXM-7                               | Il primo stadio del Falcon 9 B1051.7 è atterrato con successo su JRTI dopo il lancio della missione SXM-7. Questo è il secondo booster che è riuscito ad effettuare con successo 7 voli e atterraggi, il primo è stato il B1049.7. | JRTI            | Riuscito                   |          |

### 2021
| Numero | Data              | Missione                            | Descrizione dell'atterraggio sulla ASDS | ASDS utilizzata | Risultato dell'atterraggio | Immagini |
| ------ | ----------------- | ----------------------------------- | --- | --------------- | -------------------------- | -------- |
| 58     | 6 gennaio 2021    | Türksat 5A                          | Il primo stadio del Falcon 9 B1060.4 è atterrato con successo su JRTI dopo il lancio della missione Türksat 5A. Questo è stato il primo lancio del 2021, avvenuto con successo. Il booster B1060.4 aveva precedentemente portato in orbita il satellite GPSIII SV03 e due gruppi di satelliti Starlink.                                                                          | JRTI            | Riuscito                   |          |
| 59     | 20 gennaio 2021   | Starlink L16                        | Il primo stadio del Falcon 9 B1051.8 è atterrato con successo su JRTI dopo il lancio della missione Starlink L16. Il B1051 è il primo booster di un Falcon 9 ad aver volato 8 volte. | JRTI            | Riuscito                   |          |
| 60     | 24 gennaio 2021   | Transporter-1                       | Il primo stadio del Falcon 9 B1058.5 è atterrato con successo su OCISLY dopo il lancio della missione Transporter-1. Questo è stato il primo lancio in rideshare di SpaceX, avvenuto con successo. Il booster B1058.5, al suo quinto volo, aveva precedentemente portato in orbita la missione Demo-2 e ANASIS-II.                                                               | OCISLY          | Riuscito                   |          |
| 61     | 4 febbraio 2021   | Starlink L18                        | Il primo stadio del Falcon 9 B1060.5 è atterrato con successo su OCISLY dopo il lancio della missione Starlink L18. | OCISLY          | Riuscito                   |          |
| 62     | 16 febbraio 2021  | Starlink L19                        | Il primo stadio del Falcon 9 B1059.6 doveva inizialmente atterrare su OCISLY, ma dopo l'accensione dei motori all'ingresso in atmosfera sono stati persi i collegamenti con il booster, che si è inabissato nell'oceano atlantico, probabilmente esplodendo all'impatto, non lontano da OCISLY. Questo è stato il primo fallimento nell'atterraggio di un booster da marzo 2020. | OCISLY          | Fallito                    |          |
| 63     | 04 marzo 2021     | Starlink L17                        | Il primo stadio del Falcon 9 B1049.8 è atterrato con successo su OCISLY dopo il lancio della missione Starlink L17. | OCISLY          | Riuscito                   |          |
| 64     | 11 marzo 2021     | Starlink L20                        | Il primo stadio del Falcon 9 B1058.6 è atterrato con successo su JRTI dopo il lancio della missione Starlink L20. | JRTI            | Riuscito                   |          |
| 65     | 14 marzo 2021     | Starlink L21                        | Il primo stadio del Falcon 9 B1051.9 è atterrato con successo su OCISLY dopo il lancio della missione Starlink L21. Il B1051 è il primo booster ad aver volato 9 volte. | OCISLY          | Riuscito                   |          |
| 66     | 24 marzo 2021     | Starlink L22                        | Il primo stadio del Falcon 9 B1060.6 è atterrato con successo su OCISLY dopo il lancio della missione Starlink L22. | OCISLY          | Riuscito                   |          |
| 67     | 07 aprile 2021    | Starlink L23                        | Il primo stadio del Falcon 9 B1058.7 è atterrato con successo su OCISLY dopo il lancio della missione Starlink L23. Per la prima volta l'atterraggio del booster sulla ASDS è stato trasmesso nella livestream ufficiale dalle telecamere a bordo del booster stesso | OCISLY          | Riuscito                   |          |
| 68     | 23 aprile 2021    | Crew-2 (Crew Dragon C206 Endeavour) | Il primo stadio del Falcon 9 B1061.2 è atterrato con successo su OCISLY dopo aver portato in orbita la capsula Crew Dragon Endeavour con, all'interno, gli astronauti Robert Kimbrough, Megan McArthur, Thomas Pesquet e Akihiko Hoshide diretti verso la ISS. Questa è stata la prima missione con astronauti a bordo a vedere coinvolti un booster e una capsula riutilizzata  | OCISLY          | Riuscito                   |          |
| 69     | 29 aprile 2021    | Starlink L24                        | Il primo stadio del Falcon 9 B1060.7 è atterrato con successo su JRTI dopo il lancio della missione Starlink L24. | JRTI            | Riuscito                   |          |
| 70     | 4 maggio 2021     | Starlink L25                        | Il primo stadio del Falcon 9 B1049.9 è atterrato con successo su OCISLY dopo il lancio della missione Starlink L25. | OCISLY          | Riuscito                   |          |
| 71     | 9 maggio 2021     | Starlink L27                        | Il primo stadio del Falcon 9 B1051.10 è atterrato con successo su JRTI dopo il lancio della missione Starlink L27 | OCISLY          | Riuscito                   |          |
| 72     | 15 maggio 2021    | Starlink L26                        | Il primo stadio del Falcon 9 B1058.8 è atterrato con successo su OCISLY dopo il lancio della missione Starlink L27 | OCISLY          | Riuscito                   |          |
| 73     | 26 maggio 2021    | Starlink L28                        | Il primo stadio del Falcon 9 B1063.2 è atterrato con successo su JRTI dopo il lancio della missione Starlink L28 | JRTI            | Riuscito                   |          |
| 74     | 3 giugno 2021     | SpaceX CRS-22                       | Il primo stadio del Falcon 9 B1067.1 è atterrato con successo su OCISLY dopo il lancio della missione CRS-22 | OCISLY          | Riuscito                   |          |
| 75     | 6 giugno 2021     | Sirius XM                           | Il primo stadio del Falcon 9 B1061.2 è atterrato con successo su JRTI dopo il lancio della missione SXM 8 | JRTI            | Riuscito                   |          |
| 76     | 17 giugno 2021    | GPS III SV05                        | Il primo stadio del Falcon 9 B1062.2 è atterrato con successo su JRTI. | JRTI            | Riuscito                   |          |
| 77     | 29 agosto 2021    | SpaceX CRS-23                       | Primo atterraggio su A Shortfall Of Gravitas. Il primo stadio era B1061.4. | ASOG            | Riuscito                   |          |
| 78     | 13 settembre 2021 | Starlink Gruppo 2-1                 | Il primo stadio del Falcon 9 B1049.10 è atterrato con successo su OCISLY. | OCISLY          | Riuscito                   |          |
| 79     | 15 settembre 2021 | Inspiration4                        | Il primo stadio del Falcon 9 B1062.3 è atterrato con successo su JRTI. | JRTI            | Riuscito                   |          |
| 80     | 11 novembre 2021  | SpaceX Crew-3                       | Il primo stadio del Falcon 9 B1067.2 è atterrato con successo su ASOG. Inizialmente era previsto l'impiego di Just Read The Instructions, ma quest'ultima aveva subito danni nella missione precedente a causa delle condizioni meteorologiche. | ASOG            | Riuscito                   |          |
| 81     | 13 novembre 2021  | Starlink Gruppo 4-1                 | Il primo stadio del Falcon 9 B1058.9 è atterrato con successo su JRTI. | JRTI            | Riuscito                   |          |
| 82     | 24 novembre 2021  | DART                                | Il primo stadio del Falcon 9 B1063.3 è atterrato con successo su OCISLY. | OCISLY          | Riuscito                   |          |
| 83     | 2 dicembre 2021   | Starlink Gruppo 4-3                 | Il primo stadio del Falcon 9 B1060.9 è atterrato con successo su ASOG. | ASOG            | Riuscito                   |          |
| 84     | 9 dicembre 2021   | IXPE                                | Il primo stadio del Falcon 9 B1061.5 è atterrato con successo su JRTI. | JRTI            | Riuscito                   |          |
| 85     | 18 dicembre 2021  | Starlink Gruppo 4-4                 | Il primo stadio del Falcon 9 B1051.11 è atterrato con successo su OCISLY. | OCISLY          | Riuscito                   |          |
| 86     | 19 dicembre 2021  | Türksat 5B                          | Il primo stadio del Falcon 9 B1067.3 è atterrato con successo su ASOG. | ASOG            | Riuscito                   |          |
| 87     | 21 dicembre 2021  | SpaceX CRS-24                       | Il primo stadio del Falcon 9 B1069.1 è atterrato con successo su JRTI. | JRTI            | Riuscito                   |          |

### 2022
| Numero | Data              | Missione                             | Descrizione dell'atterraggio sulla ASDS                                                                       | ASDS utilizzata | Risultato dell'atterraggio | Immagini |
| ------ | ----------------- | ------------------------------------ | --- | --------------- | -------------------------- | -------- |
| 88     | 6 gennaio 2022    | Starlink Gruppo 4-5                  | Il primo stadio del Falcon 9 B1062.4 è atterrato con successo su ASOG.                                        | ASOG            | Riuscito                   |          |
| 89     | 18 gennaio 2022   | Starlink Gruppo 4-6                  | Il primo stadio del Falcon 9 B1060.10 è atterrato con successo su ASOG.                                       | ASOG            | Riuscito                   |          |
| 90     | 3 febbraio 2022   | Starlink Gruppo 4-7                  | Il primo stadio del Falcon 9 B1061.6 è atterrato con successo su ASOG.                                        | ASOG            | Riuscito                   |          |
| 91     | 21 febbraio 2022  | Starlink Gruppo 4-8                  | Il primo stadio del Falcon 9 B1058.11 è atterrato con successo su ASOG.                                       | ASOG            | Riuscito                   |          |
| 92     | 25 febbraio 2022  | Starlink Gruppo 4-11                 | Il primo stadio del Falcon 9 B1063.4 è atterrato con successo su OCISLY.                                      | OCISLY          | Riuscito                   |          |
| 93     | 3 marzo 2022      | Starlink Gruppo 4-9                  | Il primo stadio del Falcon 9 B1060.11 è atterrato con successo su JRTI.                                       | JRTI            | Riuscito                   |          |
| 94     | 9 marzo 2022      | Starlink Gruppo 4-10                 | Il primo stadio del Falcon 9 B1052.4 è atterrato con successo su ASOG.                                        | ASOG            | Riuscito                   |          |
| 95     | 19 marzo 2022     | Starlink Gruppo 4-12                 | Il primo stadio del Falcon 9 B1051.12 è atterrato con successo su JRTI.                                       | JRTI            | Riuscito                   |          |
| 96     | 1 aprile 2022     | Transporter 4                        | Il primo stadio del Falcon 9 B1061.7 è atterrato con successo su JRTI.                                        | JRTI            | Riuscito                   |          |
| 97     | 8 aprile 2022     | Axiom Mission 1                      | Il primo stadio del Falcon 9 B1062.5 è atterrato con successo su ASOG.                                        | ASOG            | Riuscito                   |          |
| 98     | 21 aprile 2022    | Starlink Gruppo 4-14                 | Il primo stadio del Falcon 9 B1060.12 è atterrato con successo su JRTI.                                       | JRTI            | Riuscito                   |          |
| 99     | 27 aprile 2022    | SpaceX Crew-4                        | Il primo stadio del Falcon 9 B1067.4 è atterrato con successo su ASOG.                                        | ASOG            | Riuscito                   |          |
| 100    | 29 aprile 2022    | Starlink Gruppo 4-16                 | Il primo stadio del Falcon 9 B1062.6 è atterrato con successo su JRTI.                                        | JRTI            | Riuscito                   |          |
| 101    | 7 maggio 2022     | Starlink Gruppo 4-17                 | Il primo stadio del Falcon 9 B1058.12 è atterrato con successo su ASOG. 100th ASDS landing attempt by SpaceX. | ASOG            | Riuscito                   |          |
| 102    | 13 maggio 2022    | Starlink Gruppo 4-13                 | Il primo stadio del Falcon 9 B1063.5 è atterrato con successo su OCISLY.                                      | OCISLY          | Riuscito                   |          |
| 103    | 14 maggio 2022    | Starlink Gruppo 4-15                 | Il primo stadio del Falcon 9 B1073.1 è atterrato con successo su JRTI.                                        | JRTI            | Riuscito                   |          |
| 104    | 18 maggio 2022    | Starlink Gruppo 4-18                 | Il primo stadio del Falcon 9 B1052.5 è atterrato con successo su ASOG.                                        | ASOG            | Riuscito                   |          |
| 105    | 8 giugno 2022     | Nilesat-301                          | Il primo stadio del Falcon 9 B1062.7 è atterrato con successo su JRTI.                                        | JRTI            | Riuscito                   |          |
| 106    | 17 giugno 2022    | Starlink Gruppo 4-19                 | Il primo stadio del Falcon 9 B1060.13 è atterrato con successo su ASOG.                                       | ASOG            | Riuscito                   |          |
| 107    | 19 giugno 2022    | Globalstar-2 M087 (FM15) USA 328-331 | Il primo stadio del Falcon 9 B1061.9 è atterrato con successo su JRTI.                                        | JRTI            | Riuscito                   |          |
| 108    | 29 giugno 2022    | SES-22                               | Il primo stadio del Falcon 9 B1073.2 è atterrato con successo su ASOG.                                        | ASOG            | Riuscito                   |          |
| 109    | 7 luglio 2022     | Starlink Gruppo 4-21                 | Il primo stadio del Falcon 9 B1058.13 è atterrato con successo su JRTI.                                       | JRTI            | Riuscito                   |          |
| 110    | 11 luglio 2022    | Starlink Gruppo 3-1                  | Il primo stadio del Falcon 9 B1063.6 è atterrato con successo su OCISLY.                                      | OCISLY          | Riuscito                   |          |
| 111    | 14 luglio 2022    | SpaceX CRS-25                        | Il primo stadio del Falcon 9 B1067.5 è atterrato con successo su ASOG.                                        | ASOG            | Riuscito                   |          |
| 112    | 17 luglio 2022    | Starlink Gruppo 4-22                 | Il primo stadio del Falcon 9 B1051.13 è atterrato con successo su JRTI.                                       | JRTI            | Riuscito                   |          |
| 113    | 22 luglio 2022    | Starlink Gruppo 3-2                  | Il primo stadio del Falcon 9 B1071.4 è atterrato con successo su OCISLY.                                      | OCISLY          | Riuscito                   |          |
| 114    | 24 luglio 2022    | Starlink Gruppo 4-25                 | Il primo stadio del Falcon 9 B1062.8 è atterrato con successo su ASOG.                                        | ASOG            | Riuscito                   |          |
| 115    | 4 agosto 2022     | KPLO                                 | Il primo stadio del Falcon 9 B1052.6 è atterrato con successo su JRTI.                                        | JRTI            | Riuscito                   |          |
| 116    | 9 agosto 2022     | Starlink Gruppo 4-26                 | Il primo stadio del Falcon 9 B1073.3 è atterrato con successo su ASOG.                                        | ASOG            | Riuscito                   |          |
| 117    | 12 agosto 2022    | Starlink Gruppo 3-3                  | Il primo stadio del Falcon 9 B1061.10 è atterrato con successo su OCISLY.                                     | OCISLY          | Riuscito                   |          |
| 118    | 19 agosto 2022    | Starlink Gruppo 4-27                 | Il primo stadio del Falcon 9 B1062.9 è atterrato con successo su ASOG.                                        | ASOG            | Riuscito                   |          |
| 119    | 28 agosto 2022    | Starlink Gruppo 4-23                 | Il primo stadio del Falcon 9 B1069.2 è atterrato con successo su ASOG.                                        | ASOG            | Riuscito                   |          |
| 120    | 30 agosto 2022    | Starlink Gruppo 3-4                  | Il primo stadio del Falcon 9 B1063.7 è atterrato con successo su OCISLY.                                      | OCISLY          | Riuscito                   |          |
| 121    | 5 settembre 2022  | Starlink Gruppo 4-20                 | Il primo stadio del Falcon 9 B1052.7 è atterrato con successo su JRTI.                                        | JRTI            | Riuscito                   |          |
| 122    | 11 settembre 2022 | Starlink Gruppo 4-2                  | Il primo stadio del Falcon 9 B1058.14 è atterrato con successo su ASOG.                                       | ASOG            | Riuscito                   |          |
| 123    | 19 settembre 2022 | Starlink Gruppo 4-34                 | Il primo stadio del Falcon 9 B1067.6 è atterrato con successo su JRTI.                                        | JRTI            | Riuscito                   |          |
| 124    | 24 settembre 2022 | Starlink Gruppo 4-35                 | Il primo stadio del Falcon 9 B1073.4 è atterrato con successo su ASOG.                                        | ASOG            | Riuscito                   |          |
| 125    | 5 ottobre 2022    | SpaceX Crew-5                        | Il primo stadio del Falcon 9 B1077.1 è atterrato con successo su JRTI.                                        | JRTI            | Riuscito                   |          |
| 126    | 5 ottobre 2022    | Starlink Gruppo 4-29                 | Il primo stadio del Falcon 9 B1071.5 è atterrato con successo su OCISLY.                                      | OCISLY          | Riuscito                   |          |
| 127    | 8 ottobre 2022    | Galaxy 33 & 34                       | Il primo stadio del Falcon 9 B1060.14 è atterrato con successo su ASOG.                                       | ASOG            | Riuscito                   |          |
| 128    | 15 ottobre 2022   | Hotbird 13F                          | Il primo stadio del Falcon 9 B1069.3 è atterrato con successo su JRTI.                                        | JRTI            | Riuscito                   |          |
| 129    | 20 ottobre 2022   | Starlink Gruppo 4-36                 | Il primo stadio del Falcon 9 B1062.10 è atterrato con successo su ASOG.                                       | ASOG            | Riuscito                   |          |
| 130    | 28 ottobre 2022   | Starlink Gruppo 4-31                 | Il primo stadio del Falcon 9 B1063.8 è atterrato con successo su OCISLY.                                      | OCISLY          | Riuscito                   |          |
| 131    | 3 novembre 2022   | Hotbird 13G                          | Il primo stadio del Falcon 9 B1067.7 è atterrato con successo su JRTI.                                        | JRTI            | Riuscito                   |          |
| 132    | 26 novembre 2022  | SpaceX CRS-26                        | Il primo stadio del Falcon 9 B1076.1 è atterrato con successo su JRTI.                                        | JRTI            | Riuscito                   |          |
| 133    | 16 dicembre 2022  | O3b mPOWER 1 & 2                     | Il primo stadio del Falcon 9 B1067.8 è atterrato con successo su ASOG.                                        | ASOG            | Riuscito                   |          |
| 134    | 17 dicembre 2022  | Starlink Gruppo 4-37                 | Il primo stadio del Falcon 9 B1058.15 è atterrato con successo su JRTI.                                       | JRTI            | Riuscito                   |          |
| 135    | 28 dicembre 2022  | Starlink Gruppo 5-1                  | Il primo stadio del Falcon 9 B1062.11 è atterrato con successo su ASOG.                                       | ASOG            | Riuscito                   |          |

### 2023
| Numero | Data              | Missione                                                                          | Descrizione dell'atterraggio sulla ASDS | ASDS utilizzata | Risultato dell'atterraggio | Immagini |
| ------ | ----------------- | --------------------------------------------------------------------------------- | --- | --------------- | -------------------------- | -------- |
| 136    | 18 gennaio 2023   | GPS III-06 (Amelia Earhart)                                                       | Il primo stadio del Falcon 9 B1077.2 è atterrato con successo su ASOG. | ASOG            | Riuscito                   |          |
| 137    | 19 gennaio 2023   | Starlink Gruppo 2-4                                                               | Il primo stadio del Falcon 9 B1075.1 è atterrato con successo su OCISLY. | OCISLY          | Riuscito                   |          |
| 138    | 26 gennaio 2023   | Starlink Gruppo 5-2                                                               | Il primo stadio del Falcon 9 B1067.9 è atterrato con successo su JRTI. | JRTI            | Riuscito                   |          |
| 139    | 31 gennaio 2023   | Starlink Gruppo 2-6                                                               | Il primo stadio del Falcon 9 B1071.7 è atterrato con successo su OCISLY. | OCISLY          | Riuscito                   |          |
| 140    | 2 febbraio 2023   | Starlink Gruppo 5-3                                                               | Il primo stadio del Falcon 9 B1069.5 è atterrato con successo su ASOG. | ASOG            | Riuscito                   |          |
| 141    | 7 febbraio 2023   | Amazonas Nexus                                                                    | Il primo stadio del Falcon 9 B1073.6 è atterrato con successo su JRTI. | JRTI            | Riuscito                   |          |
| 142    | 12 febbraio 2023  | Starlink Gruppo 5-4                                                               | Il primo stadio del Falcon 9 B1062.12 è atterrato con successo su ASOG. | ASOG            | Riuscito                   |          |
| 143    | 17 febbraio 2023  | Starlink Gruppo 2-5                                                               | Il primo stadio del Falcon 9 B1063.9 è atterrato con successo su OCISLY. | OCISLY          | Riuscito                   |          |
| 144    | 18 febbraio 2023  | Inmarsat-6 F2                                                                     | Il primo stadio del Falcon 9 B1077.3 è atterrato con successo su JRTI. | JRTI            | Riuscito                   |          |
| 145    | 27 febbraio 2023  | Starlink Gruppo 6-1                                                               | Il primo stadio del Falcon 9 B1076.3 è atterrato con successo su ASOG. | ASOG            | Riuscito                   |          |
| 146    | 2 marzo 2023      | SpaceX Crew-6                                                                     | Il primo stadio del Falcon 9 B1078.1 è atterrato con successo su JRTI. | JRTI            | Riuscito                   |          |
| 147    | 3 marzo 2023      | Starlink Gruppo 2-7                                                               | Il primo stadio del Falcon 9 B1061.12 è atterrato con successo su OCISLY. | OCISLY          | Riuscito                   |          |
| 148    | 15 marzo 2023     | SpaceX CRS-27                                                                     | Il primo stadio del Falcon 9 B1073.7 è atterrato con successo su ASOG. | ASOG            | Riuscito                   |          |
| 149    | 17 marzo 2023     | Starlink Gruppo 2-8                                                               | Il primo stadio del Falcon 9 B1071.8 è atterrato con successo su OCISLY. | OCISLY          | Riuscito                   |          |
| 150    | 17 marzo 2023     | Satelliti SES-18 e SES-19                                                         | Il primo stadio del Falcon 9 B1069.6 è atterrato con successo su JRTI. | JRTI            | Riuscito                   |          |
| 151    | 24 marzo 2023     | Starlink Gruppo 5-5                                                               | Il primo stadio del Falcon 9 B1067.10 è atterrato con successo su ASOG. | ASOG            | Riuscito                   |          |
| 152    | 29 marzo 2023     | Starlink Gruppo 5-10                                                              | Il primo stadio del Falcon 9 B1077.4 è atterrato con successo su JRTI. | JRTI            | Riuscito                   |          |
| 153    | 7 aprile 2023     | Intelsat 40e TEMPO                                                                | Il primo stadio del Falcon 9 B1076.4 è atterrato con successo su ASOG. | ASOG            | Riuscito                   |          |
| 154    | 19 aprile 2023    | Starlink Gruppo 6-2                                                               | Il primo stadio del Falcon 9 B1073.8 è atterrato con successo su ASOG. | ASOG            | Riuscito                   |          |
| 155    | 27 aprile 2023    | Starlink Gruppo 3-5                                                               | Il primo stadio del Falcon 9 B1061.13 è atterrato con successo su OCISLY. | OCISLY          | Riuscito                   |          |
| 156    | 28 aprile 2023    | O3b mPOWER 3 e 4                                                                  | Il primo stadio del Falcon 9 B1078.2 è atterrato con successo su JRTI. | JRTI            | Riuscito                   |          |
| 157    | 4 maggio 2023     | Starlink Gruppo 5-6                                                               | Il primo stadio del Falcon 9 B1069.7 è atterrato con successo su ASOG. | ASOG            | Riuscito                   |          |
| 158    | 10 maggio 2023    | Starlink Gruppo 2-9                                                               | Il primo stadio del Falcon 9 B1075.3 è atterrato con successo su OCISLY. | OCISLY          | Riuscito                   |          |
| 159    | 14 maggio 2023    | Starlink Gruppo 5-9                                                               | Il primo stadio del Falcon 9 B1067.11 è atterrato con successo su JRTI. | JRTI            | Riuscito                   |          |
| 160    | 19 maggio 2023    | Starlink Gruppo 6-3                                                               | Il primo stadio del Falcon 9 B1076.5 è atterrato con successo su ASOG. | ASOG            | Riuscito                   |          |
| 161    | 20 maggio 2023    | Iridium NEXT (5 satelliti) OneWeb (15 satelliti Gen1 e un satellite di test Gen2) | Il primo stadio del Falcon 9 B1063.11 è atterrato con successo su OCISLY. | OCISLY          | Riuscito                   |          |
| 162    | 27 maggio 2023    | ArabSat 7B (Badr-8)                                                               | Il primo stadio del Falcon 9 B1062.14 è atterrato con successo su JRTI. | JRTI            | Riuscito                   |          |
| 163    | 31 maggio 2023    | Starlink Gruppo 2-10                                                              | Il primo stadio del Falcon 9 B1061.14 è atterrato con successo su OCISLY. | OCISLY          | Riuscito                   |          |
| 164    | 4 giugno 2023     | Starlink Gruppo 6-4                                                               | Il primo stadio del Falcon 9 B1078.3 è atterrato con successo su JRTI. | JRTI            | Riuscito                   |          |
| 165    | 5 giugno 2023     | SpaceX CRS-28                                                                     | Il primo stadio del Falcon 9 B1077.5 è atterrato con successo su ASOG. | ASOG            | Riuscito                   |          |
| 166    | 12 giugno 2023    | Starlink Gruppo 5-11                                                              | Il primo stadio del Falcon 9 B1073.9 è atterrato con successo su JRTI. | JRTI            | Riuscito                   |          |
| 167    | 18 giugno 2023    | SATRIA                                                                            | Il primo stadio del Falcon 9 B1067.12 è atterrato con successo su ASOG. | ASOG            | Riuscito                   |          |
| 168    | 22 giugno 2023    | Starlink Gruppo 5-7                                                               | Il primo stadio del Falcon 9 B1075.4 è atterrato con successo su OCISLY. | OCISLY          | Riuscito                   |          |
| 169    | 23 giugno 2023    | Starlink Gruppo 5-12                                                              | Il primo stadio del Falcon 9 B1069.8 è atterrato con successo su JRTI. | JRTI            | Riuscito                   |          |
| 170    | 1 luglio 2023     | Telescopio spaziale Euclid                                                        | Il primo stadio del Falcon 9 B1080.2 è atterrato con successo su ASOG. | ASOG            | Riuscito                   |          |
| 171    | 7 luglio 2023     | Starlink Gruppo 5-13                                                              | Il primo stadio del Falcon 9 B1063.12 è atterrato con successo su OCISLY. | OCISLY          | Riuscito                   |          |
| 172    | 10 luglio 2023    | Starlink Gruppo 6-5                                                               | Il primo stadio del Falcon 9 B1058.16 è atterrato con successo su JRTI. | JRTI            | Riuscito                   |          |
| 173    | 16 luglio 2023    | Starlink Gruppo 5-15                                                              | Il primo stadio del Falcon 9 B1060.16 è atterrato con successo su ASOG. | ASOG            | Riuscito                   |          |
| 174    | 20 luglio 2023    | Starlink Gruppo 6-15                                                              | Il primo stadio del Falcon 9 B1071.10 è atterrato con successo su OCISLY. | OCISLY          | Riuscito                   |          |
| 175    | 24 luglio 2023    | Starlink Gruppo 6-6                                                               | Il primo stadio del Falcon 9 B1076.6 è atterrato con successo su JRTI. | JRTI            | Riuscito                   |          |
| 176    | 28 luglio 2023    | Starlink Gruppo 6-7                                                               | Il primo stadio del Falcon 9 B1062.15 è atterrato con successo su ASOG. | ASOG            | Riuscito                   |          |
| 177    | 3 agosto 2023     | Galaxy 37 Horizons-4                                                              | Il primo stadio del Falcon 9 B1077.6 è atterrato con successo su JRTI. | JRTI            | Riuscito                   |          |
| 178    | 7 agosto 2023     | Starlink Gruppo 6-8                                                               | Il primo stadio del Falcon 9 B1078.4 è atterrato con successo su ASOG. | ASOG            | Riuscito                   |          |
| 179    | 8 agosto 2023     | Starlink Gruppo 6-20                                                              | Il primo stadio del Falcon 9 B1075.5 è atterrato con successo su OCISLY. | OCISLY          | Riuscito                   |          |
| 180    | 11 agosto 2023    | Starlink Gruppo 6-9                                                               | Il primo stadio del Falcon 9 B1069.9 è atterrato con successo su JRTI. | JRTI            | Riuscito                   |          |
| 181    | 17 agosto 2023    | Starlink Gruppo 6-10                                                              | Il primo stadio del Falcon 9 B1067.13 è atterrato con successo su ASOG. | ASOG            | Riuscito                   |          |
| 182    | 22 agosto 2023    | Starlink Gruppo 7-1                                                               | Il primo stadio del Falcon 9 B1061.15 è atterrato con successo su OCISLY. | OCISLY          | Riuscito                   |          |
| 183    | 27 agosto 2023    | Starlink Gruppo 6-11                                                              | Il primo stadio del Falcon 9 B1080.3 è atterrato con successo su JRTI. | JRTI            | Riuscito                   |          |
| 184    | 1 settembre 2023  | Starlink Gruppo 6-13                                                              | Il primo stadio del Falcon 9 B1077.7 è atterrato con successo su ASOG. | ASOG            | Riuscito                   |          |
| 185    | 4 settembre 2023  | Starlink Gruppo 6-12                                                              | Il primo stadio del Falcon 9 B1073.10 è atterrato con successo su JRTI. | JRTI            | Riuscito                   |          |
| 186    | 9 settembre 2023  | Starlink Gruppo 6-14                                                              | Il primo stadio del Falcon 9 B1076.7 è atterrato con successo su ASOG. | ASOG            | Riuscito                   |          |
| 187    | 12 settembre 2023 | Starlink Gruppo 7-2                                                               | Il primo stadio del Falcon 9 B1071.11 è atterrato con successo su OCISLY. | OCISLY          | Riuscito                   |          |
| 188    | 16 settembre 2023 | Starlink Gruppo 6-16                                                              | Il primo stadio del Falcon 9 B1078.5 è atterrato con successo su JRTI. | JRTI            | Riuscito                   |          |
| 189    | 20 settembre 2023 | Starlink Gruppo 6-17                                                              | Il primo stadio del Falcon 9 B1058.17 è atterrato con successo su ASOG. | ASOG            | Riuscito                   |          |
| 190    | 24 settembre 2023 | Starlink Gruppo 6-18                                                              | Il primo stadio del Falcon 9 B1060.17 è atterrato con successo su JRTI. | JRTI            | Riuscito                   |          |
| 191    | 25 settembre 2023 | Starlink Gruppo 7-3                                                               | Il primo stadio del Falcon 9 B1075.6 è atterrato con successo su OCISLY. | OCISLY          | Riuscito                   |          |
| 192    | 30 settembre 2023 | Starlink Gruppo 6-19                                                              | Il primo stadio del Falcon 9 B1069.10 è atterrato con successo su ASOG. | ASOG            | Riuscito                   |          |
| 193    | 5 ottobre 2023    | Starlink Gruppo 6-21                                                              | Il primo stadio del Falcon 9 B1076.8 è atterrato con successo su JRTI. | JRTI            | Riuscito                   |          |
| 194    | 9 ottobre 2023    | Starlink Gruppo 7-4                                                               | Il primo stadio del Falcon 9 B1063.14 è atterrato con successo su OCISLY. | OCISLY          | Riuscito                   |          |
| 195    | 13 ottobre 2023   | Starlink Gruppo 6-22                                                              | Il primo stadio del Falcon 9 B1067.14 è atterrato con successo su ASOG. | ASOG            | Riuscito                   |          |
| 196    | 18 ottobre 2023   | Starlink Gruppo 6-23                                                              | Il primo stadio del Falcon 9 B1062.16 è atterrato con successo su JRTI. | JRTI            | Riuscito                   |          |
| 197    | 21 ottobre 2023   | Starlink Gruppo 7-5                                                               | Il primo stadio del Falcon 9 B1061.16 è atterrato con successo su OCISLY. | OCISLY          | Riuscito                   |          |
| 198    | 22 ottobre 2023   | Starlink Gruppo 6-24                                                              | Il primo stadio del Falcon 9 B1080.4 è atterrato con successo su ASOG. | ASOG            | Riuscito                   |          |
| 199    | 29 ottobre 2023   | Starlink Gruppo 7-6                                                               | Il primo stadio del Falcon 9 B1075.7 è atterrato con successo su OCISLY. | OCISLY          | Riuscito                   |          |
| 200    | 30 ottobre 2023   | Starlink Gruppo 6-25                                                              | Il primo stadio del Falcon 9 B1077.8 è atterrato con successo su JRTI. | JRTI            | Riuscito                   |          |
| 201    | 4 novembre 2023   | Starlink Gruppo 6-26                                                              | Il primo stadio del Falcon 9 B1058.18 è atterrato con successo su ASOG. | ASOG            | Riuscito                   |          |
| 202    | 8 novembre 2023   | Starlink Gruppo 6-27                                                              | Il primo stadio del Falcon 9 B1073.11 è atterrato con successo su JRTI. | JRTI            | Riuscito                   |          |
| 203    | 12 novembre 2023  | O3b mPOWER 5 e 6                                                                  | Il primo stadio del Falcon 9 B1076.9 è atterrato con successo su ASOG. | ASOG            | Riuscito                   |          |
| 204    | 18 novembre 2023  | Starlink Gruppo 6-28                                                              | Il primo stadio del Falcon 9 B1069.11 è atterrato con successo su JRTI. | JRTI            | Riuscito                   |          |
| 205    | 20 novembre 2023  | Starlink Gruppo 7-7                                                               | Il primo stadio del Falcon 9 B1063.15 è atterrato con successo su OCISLY. | OCISLY          | Riuscito                   |          |
| 206    | 22 novembre 2023  | Starlink Gruppo 6-29                                                              | Il primo stadio del Falcon 9 B1067.15 è atterrato con successo su ASOG. | ASOG            | Riuscito                   |          |
| 207    | 28 November 2023  | Starlink Gruppo 6-30                                                              | Il primo stadio del Falcon 9 B1062.17 è atterrato con successo su JRTI. | JRTI            | Riuscito                   |          |
| 208    | 3 dicembre 2023   | Starlink Gruppo 6-31                                                              | Il primo stadio del Falcon 9 B1078.6 è atterrato con successo su ASOG. | ASOG            | Riuscito                   |          |
| 209    | 7 dicembre 2023   | Starlink Gruppo 6-33                                                              | Il primo stadio del Falcon 9 B1077.9 è atterrato con successo su JRTI. | JRTI            | Riuscito                   |          |
| 210    | 8 dicembre 2023   | Starlink Gruppo 7-8                                                               | Il primo stadio del Falcon 9 B1071.13 è atterrato con successo su OCISLY. Con questa missione, SpaceX ha completato il 200° atterraggio del booster di un Falcon su una Autonomous spaceport drone ship. | OCISLY          | Riuscito                   |          |
| 211    | 19 dicembre 2023  | Starlink Gruppo 6-34                                                              | Il primo stadio del Falcon 9 B1081.3 è atterrato con successo su ASOG. | ASOG            | Riuscito                   |          |
| 212    | 23 dicembre 2023  | Starlink Gruppo 6-32                                                              | Il primo stadio del Falcon 9 B1058.19 è atterrato con successo su JRTI. Dopo l'atterraggio, le condizioni del mare e i forti venti hanno causato il rovesciamento del primo stadio, che si è spezzato a metà. SpaceX ha comunicato che i nuovi Falcon 9 possiedono zampe di atterraggio migliorate per mitigare questo tipo di rischio. | JRTI            | Riuscito                   |          |
| 213    | 29 dicembre 2023  | Starlink Gruppo 6-36                                                              | Il primo stadio del Falcon 9 B1069.12 è atterrato con successo su ASOG. | ASOG            | Riuscito                   |          |

### 2024
| Numero | Data             | Missione                  | Descrizione dell'atterraggio sulla ASDS                                                                              | ASDS utilizzata | Risultato dell'atterraggio | Immagini |
| ------ | ---------------- | ------------------------- | --- | --------------- | -------------------------- | -------- |
| 214    | 3 gennaio 2024   | Starlink Gruppo 7-9       | Il primo stadio del Falcon 9 B1082.1 è atterrato con successo su OCISLY.                                             | OCISLY          | Riuscito                   |          |
| 215    | 7 gennaio 2024   | Starlink Gruppo 6-35      | Il primo stadio del Falcon 9 B1067.16 è atterrato con successo su ASOG.                                              | ASOG            | Riuscito                   |          |
| 216    | 14 gennaio 2024  | Starlink Gruppo 7-10      | Il primo stadio del Falcon 9 B1061.18 è atterrato con successo su OCISLY.                                            | OCISLY          | Riuscito                   |          |
| 217    | 15 gennaio 2024  | Starlink Gruppo 6-37      | Il primo stadio del Falcon 9 B1073.12 è atterrato con successo su ASOG.                                              | ASOG            | Riuscito                   |          |
| 218    | 24 gennaio 2024  | Starlink Gruppo 7-11      | Il primo stadio del Falcon 9 B1063.16 è atterrato con successo su OCISLY.                                            | OCISLY          | Riuscito                   |          |
| 219    | 29 gennaio 2024  | Starlink Gruppo 6-38      | Il primo stadio del Falcon 9 B1062.18 è atterrato con successo su ASOG.                                              | ASOG            | Riuscito                   |          |
| 220    | 29 gennaio 2024  | Starlink Gruppo 7-12      | Il primo stadio del Falcon 9 B1075.9 è atterrato con successo su OCISLY.                                             | OCISLY          | Riuscito                   |          |
| 221    | 10 febbraio 2024 | Starlink Gruppo 7-13      | Il primo stadio del Falcon 9 B1071.14 è atterrato con successo su OCISLY.                                            | OCISLY          | Riuscito                   |          |
| 222    | 15 febbraio 2024 | Starlink Gruppo 7-14      | Il primo stadio del Falcon 9 B1082.2 è atterrato con successo su OCISLY. 200° atterraggio con successo di un Falcon. | OCISLY          | Riuscito                   |          |
| 223    | 20 febbraio 2024 | HTS-113BT (Merah Putih 2) | Il primo stadio del Falcon 9 B1067.17 è atterrato con successo su JRTI.                                              | JRTI            | Riuscito                   |          |
| 224    | 23 febbraio 2024 | Starlink Gruppo 7-15      | Il primo stadio del Falcon 9 B1061.19 è atterrato con successo su OCISLY.                                            | OCISLY          | Riuscito                   |          |
| 225    | 25 febbraio 2024 | Starlink Gruppo 6-39      | Il primo stadio del Falcon 9 B1069.13 è atterrato con successo su ASOG.                                              | ASOG            | Riuscito                   |          |
| 226    | 29 febbraio 2024 | Starlink Gruppo 6-40      | Il primo stadio del Falcon 9 B1076.11 è atterrato con successo su JRTI.                                              | JRTI            | Riuscito                   |          |